# Víctor Espinoza Peña
Víctor Eloy Espinoza Peña (Pucusana, 25 de mayo de 1947-1 de marzo de 2021) fue un pescador y político peruano. A la fecha de su fallecimiento era el alcalde distrital de Pucusana.

## Biografía
Nació en Pucusana, Perú, el 25 de mayo de 1947. Cursó sus estudios primarios en su localidad natal dedicándose a la pesca artesanal. Fue elegido como Teniente Alcalde del distrito de Pucusana en las elecciones del 2018 junto con el candidato a alcalde Luis Chauca Navarro por el partido Alianza para el Progreso.
Espinoza asumió la alcaldía distrital de Pucusana el 29 de junio del 2020 tras el fallecimiento por COVID-19 del alcalde Luis Chauca Navarro durante la pandemia de esa enfermedad en el Perú. El 6 de febrero de 2021, Espinoza informó mediante un comunicado que había dado positivo a una prueba de COVID-19. Falleció el 1 de marzo de 2021. convirtiendo al distrito de Pucusana en el primer distrito del Perú que pierde dos veces a su alcalde durante la pandemia de COVID-19.